# Juraj Andričík
Juraj Andričík (28. duben 1937 Bežovce – 29. leden 2017 Košice) byl slovenský básník, překladatel a rozhlasový redaktor. Otec literárního vědce, překladatele a vysokoškolského pedagoga Mariána Andričíka.

## Životopis
Juraj Andričík absolvoval Vysokou školu ruského jazyka a literatury v Praze (1956–1960). Pracoval jako pedagog na středních školách v Sobrancích a Humenném. V letech 1978–1983 se věnoval překladatelské činnosti. Překládal poezii, prózu a odbornou literaturu z ruštiny, běloruštiny, ukrajinštiny a polštiny. Poté až do odchodu do důchodu (2002), pracoval v Literárně-dramatické redakci Slovenského rozhlasu v Košicích. Zemřel 29. ledna 2017 a byl pohřben na veřejném hřbitově v Košicích.

## Dílo

### Básnické dílo
- Vstupovanie na zem (1970)
- Neznelé spoluhlásky (1973)
- Hryzoviská (1985)

### Dětská literatura
- Plamienok (1976)
- Cesta za slnkom (1986)